# Eton (peuple)
Pour les articles homonymes, voir Eton.
 (décembre 2020).
 (septembre 2012).
Les Éton sont un groupe ethnique vivant dans la région du Centre au Cameroun dont ils sont le plus grand groupe après les Ewondo.

## Noms
Les Ìtón (ou Eton) sont également appelés Ìtón Beti ou Bëti b'Ìtón ou Ìtón.

## Histoire

### Colonisation allemande
Les récits de voyage des premiers Allemands dans la région Éton, située au nord de Yaoundé, reconnaissent l'hospitalité de cette ethnie. Néanmoins, des attaques de caravanes perpétrées par ceux-ci, et en particulier l'attentat mené contre le gouverneur allemand von Puttkamer dans la région de Minkama non loin d'Obala, ont construit le mythe de la témérité du peuple Éton qui ne reculerait devant rien.

### Seconde Guerre mondiale
Raphaël Onana est un militaire de la Seconde Guerre mondiale, qui a combattu pour la France en tant que sergent. 

### Indépendance
Les Éton participèrent activement à la lutte pour l'indépendance du Cameroun, le chef supérieur des étons qui marqua profondément la politique fut Ndzomo Christophe. Osendé Afana, indépendantiste, membre influent de l'UPC et héro national était aussi Éton[réf. nécessaire].

## Structure
Toute relation intime entre membres d'une même grande famille est considérée comme incestueuse. Étant donné que ces familles ne sont nullement identifiables par des noms ou des comportements particuliers, il est commun de demander la généalogie à tout être avec qui on entendait se lier d'amitié[réf. nécessaire].
La communauté Éton fait partie du groupe que les Allemands appelèrent jadis par assimilation « Jaunde » pour désigner aussi bien les Éton, les Kóló (appelés par abus de langage Ewondo), les Bene que les Mvele. 

## Économie
Depuis la période coloniale allemande, la principale activité lucrative des Éton est la culture du cacao. Celle-ci fait suite à la chasse à l'éléphant dont les défenses prenaient le chemin de la côte camerounaise où elles étaient vendues aux riverains, lesquels les revendaient à leur tour aux Occidentaux. Un autre produit dont les Éton développèrent le commerce est le palmiste. Les légendes en pays éton laissent penser que le commerce du palmiste se poursuivit jusqu'à une époque récente, puisqu'elles font cas de plusieurs accrochages entre les vendeurs de palmistes éton et leurs hôtes dans la région d'Édéa. La cacao-culture est actuellement rivalisé par les cultures maraîchères. La concurrence observée aujourd'hui entre la cacao-culture et d'autres cultures dans la Lékié est la résultante de la baisse des cours mondiaux des cultures de rentes destinées exclusivement à l'exportation dans les années 1990. Les Éton se nourrissent essentiellement de tubercules tels le manioc consommé sous différentes formes, le taro, diverses sortes d'igname, la patate, des pommes de terre, etc. mais aussi de la banane (plantain et douce). À côté de la vente des denrées alimentaires dans les marchés des villes environnantes, les femmes Éton cultivent essentiellement des arachides à la houe sur des parcelles où prennent progressivement place d'autres plantes peu avant la récolte des arachides[réf. nécessaire].

## Démographie
Le nombre exact de locuteurs Éton est inconnu. Bien qu'une estimation de la SIL datant de 1982 avance le nombre de 300 000 locuteurs, Bernard Delpech parle plutôt 400 000 habitants en 1985 dans le département de la Lekié (superficie : 2 989 km2). Le chiffre avancé par Bernard Delpech, qui exclut probablement la communauté Éton de Yaoundé (à Yaoundé, les Éton forment  20 % en 1985.),  semble être beaucoup plus proche de la réalité. Étant donné le taux de croissance de la population camerounaise qui est de l'ordre de 2,1 % -2,6 %,  et d'après le chiffre avancé par Bernard Delpech, le nombre d'Éton a sans conteste dépassé les 1 500 000 âmes en 2012. Notons par ailleurs que d'après l'annuaire statistique du Cameroun la population Éton se chiffrait, à environ 1 500 000 âmes, 400 000 réparties sur près de 3 000 km2 (Lekié) en 2004 et une plus  grande partie à Yaoundé. En y appliquant le taux de croissance de la population camerounaise, on trouve un résultat similaire à la projection précédente obtenue à partir des données de Bernard Delpech. Il est à préciser que si les etons sont principalement localisés dans le département de la lékié, bon nombre sont répartis dans les départements voisins (Mfoundi, Mefou-et-Afamba, Méfou-et-Akono, Haute-Sanaga, Mbam-et-Kim, Mbam-et-Inoubou, Nyong-et-Kelle, Sanaga-Maritime) du fait de la division administrative. Ainsi, tous les Etons ne sont pas de la Lékié uniquement ; ce qui en fait l'un des plus importants groupes ethniques du Cameroun[réf. nécessaire].

## Politique
Sur le plan politique, les Étons ont eu le tout premier Premier ministre, Premier Chef d'État du Cameroun autonome en la personne de André-Marie Mbida dont l'un des fils dirige aujourd'hui le Parti des démocrates camerounais (PDC) et dont le second retour au Cameroun donne des sueurs froides aux dirigeants actuels[réf. nécessaire].

## Religion et culture
Sur le plan culturel, les populations pratiquaient le culte des ancêtres, croyaient aux esprits des morts avec lesquels ils pouvaient communiquer directement. Les différentes formes de croyance s'exprimaient ici par le biais de rites que l'on retrouve chez la plupart des peuples beti, à savoir le tchogo (rite se faisant pour conjurer les mauvais esprits à la suite du décès accidentel d'un proche), le mbón et le mevounga (rites d'initiation respectivement pour hommes et femmes), l'issani ou l'essani (rite pratiqué lors du décès d'un adulte de sexe masculin), l'anagsama (rite pratiqué après un grand malheur collectif mettant en danger la survie du clan ou de l'un de ses membres). Ses différents rites côtoyaient la croyance en un Dieu éternel et tout puissant appelé Zama zamilopogo. L'avènement du christianisme qui accompagna la colonisation contribua efficacement à la régression de ces pratiques, voire à leur disparition pure et simple. Depuis quelques années déjà on retrouve des etons musulmans du au brassage culturel[réf. nécessaire]. 

## Musique
Le rythme traditionnel de la communauté éton sans doute le bikutsi. La naissance et l'émergence du bikutsi fit nettement reculer l'assiko bongo b'éton aux pas qui démarquaient clairement ce rythme de sa variété bassa. Une des personnes mondialement connues est Sally Nyolo, chanteuse de notamment le style bikutsi, et qui chante en langue éton. À côté de cette icône, l'on pourrait citer nombre de ses aînés tels Olinga Gaston qui fit des merveilles dans les années 1970, Vincent Nguini, Épemé Théodore alias Zanzibar qui fut le pilier du célèbre groupe camerounais Les têtes brûlées. De nombreux autres sont dignes d'être mentionnés : Etem's, Ondob'so, Mama Ohandja Rossignol, Dieu Ngolfé, Petit Prince, Racine Sagath, Lina Show, Atango de Manandjama, Biba bi Mfana, Anatole Duro, Ivermas Solo, Biberon Cerveau, Miss Charlotte, Janne Florta, Sanzy Viany, Manga Lucky, Andzené Etaba, Ohandza Etranger, Noah Essimi Guy, le groupe Wam Minkong, le groupe Macase, Tsimi Toro, Les Zingat's, Armando Bill, Big Bass, Opingolé,Kamakaï, Bibéron, Amat Pierrot, PACHA SOLO, etc[réf. nécessaire].

## Littérature
La littérature traditionnelle éton est presque exclusivement orale. Les épopées telles que Nden bobo, Nomo Nga Awono ou même Ndzana Nga Zogo en sont quelques exemples. Sur le plan littéraire, il semble la que représentante de la Lékié au niveau international est la redoutable Calixthe Beyala. Discret, mais présent sur la scène littéraire française, l'écrivain Eugène Ebodé a notamment publié aux éditions Gallimard une remarquable trilogie romanesque sur sa jeunesse africaine qui le place parmi les plumes contemporaines les plus affûtées. On pourrait aussi citer Camille Nkoa Atenga Réné Philombé et Hubert Mono-Ndzana, Marcien Towa, Mpesse Atangana Phil. Il est à noter que, jusqu'ici, il n'existe aucun texte (littéraire ou non) écrit en langue éton[réf. nécessaire].

## Sciences
Sur le plan scientifique, la renommée du philosophe Marcien Towa va bien au-delà des frontières de l'Afrique ou l'un de ses multiples fils spirituels à savoir Hubert Mono-Ndzana. Toujours dans le domaine de la philosophie, d'autres noms tels Barnabé Nkolo Foé ou Lucien Ayissi ne sauraient être oubliés. L'on pourrait aussi citer l'économiste Touna Mama, le Professeur en Sciences politiques Ntuda Ebodé et le sociologue Valentin Nga-Ndongo[réf. nécessaire]. 

## Sport
Le tout premier boxeur camerounais à ramener une médaille camerounaise des Jeux olympiques de 1968 au est Joseph Bessala. Le football étant le « sport roi » au Cameroun, les Éton y ont également fait leurs marques avec Louis-Paul Mfedé, Lucien Mettomo et André Onana[réf. nécessaire].